# Pheidole planifrons
Pheidole planifrons är en myrart som beskrevs av Santschi 1920. Pheidole planifrons ingår i släktet Pheidole och familjen myror. Inga underarter finns listade i Catalogue of Life.